# Villarroquel
Villarroquel es una localidad española perteneciente al municipio de Cimanes del Tejar, en la provincia de León, comunidad autónoma de Castilla y León.

## Geografía

### Ubicación
| Noroeste: Mataluenga            | Norte: Espinosa de la Ribera | Noreste: Espinosa de la Ribera |
| Oeste: Santiago del Molinillo   |                              | Este: Lorenzana                |
| Suroeste Santiago del Molinillo | Sur: Secarejo                | Sureste: Secarejo              |

## Demografía
Evolución de la población
| Gráfica de evolución demográfica de Villarroquel entre 2000 y 2017 |
|                                                                    |
| Población de derecho (2000-2017) según el padrón municipal del INE |